# Habropogon rubriventris
Habropogon rubriventris là một loài ruồi trong họ Asilidae. Habropogon rubriventris được Macquart miêu tả năm 1849.